# O. J. Simpson
Orenthal James "O. J." Simpson (San Francisco, 9 de juliol de 1947 - Las Vegas, Nevada, 10 d'abril de 2024), àlies "The Juice", va ser un jugador de futbol americà i actor estatunidenc. Va ser elegit pel Pro Football Hall of Fame el 1985.
El 1995 va ser acusat d'haver comès, un any abans, l'assassinat de Nicole Brown Simpson i Ronald Goldman, fet que el va conduir a protagonitzar un dels anomenats judici del segle. El 1997, un tribunal el va condemnar a pagar 33,5 milions de dòlars per aquest cas.
El setembre de 2007, Simpson va ser arrestat a Las Vegas acusat de nombrosos delictes, entre els quals robatori a mà armada i segrest. El 2008, en va ser declarat culpable i sentenciat a trenta-tres anys de presó, amb un mínim de 9 anys sense llibertat condicional. Va complir sentència en una presó de Nevada. Va obtenir la llibertat condicional el juliol de 2017, i va sortir de la presó l'octubre, El tribunal de beneficis penitenciaris de Nevada li va concedir la fi de la llibertat condicional el desembre de 2021.
Simpson morí el 10 d'abril de 2024 a causa d'un càncer de pròstata als 76 anys d'edat.

## Carrera esportiva

### Universitat
Simpson va estudiar a la Universitat del Sud de Califòrnia. El 1967, en el seu tercer any d'universitat, va fer el touchdown decisiu en el partit contra UCLA, tot i que no li van donar el Heisman Trophy, que sí que va aconseguir l'any següent. Aquesta distinció va posar de manifest les seves extraordinàries habilitats com a corredor. Simpson va passar a l'AFL amb els Buffalo Bills.

### Buffalo Bills (1969-1977)
Simpson va ser seleccionat com a número 1 en el Draft de 1969 pels Bills. Les expectatives eren altes, i Simpson no va decebre, tot i que va trigar uns quants anys a adaptar-se completament a la lliga professional. Les primeres temporades de Simpson a la NFL van ser una mica difícils, amb rendiments modestos degut, en part, a una línia ofensiva no gaire potent. No obstant això, va començar a mostrar el seu potencial com a corredor d'elit.
La Temporada de 1972 va marcar un canvi per a Simpson, amb una millora notable en les seves estadístiques. Va superar per primera vegada les 1.000 iardes en una temporada, aconseguint 1.251 iardes i 6 touchdowns. En la temporada de 1973, l'esportista californià va consolidar-se com una estrella de la NFL. Va aconseguir 2.003 iardes de carrera en només 14 partits, convertint-se en el primer jugador en la història de la NFL en superar les 2.000 iardes en una temporada. Aquest rècord el va fer guanyar el premi de Jugador Més Valuós (MVP) de la lliga.
Els anys posteriors, Simpson va continuar dominant com a corredor, amb tres temporades més superant les 1.000 iardes. Va ser seleccionat per al Pro Bowl en múltiples ocasions i va ser reconegut com un dels millors jugadors de la lliga.

### San Francisco 49ers (1978-1979)
Després de nou temporades amb els Bills, Simpson va ser traspassat als San Francisco 49ers, l'equip de la seva ciutat natal. Tot i que ja no estava en el seu màxim rendiment, va continuar jugant a un nivell alt durant dues temporades abans de retirar-se el 1979.

### Estadístiques i reconeixements
Simpson va acumular un total de 11.236 iardes de carrera en la seva carrera a la NFL, amb una mitjana de 4,7 iardes per intent; i va anotar un total de 61 touchdowns de carrera. Va ser seleccionat sis vegades per al Pro Bowl i va entrar també cinc cops en el primer equip All-Pro.
El 1985, Simpson va ser introduït al Pro Football Hall of Fame, un reconeixement al seu impacte i èxits en la NFL.

## Carrera d'actor

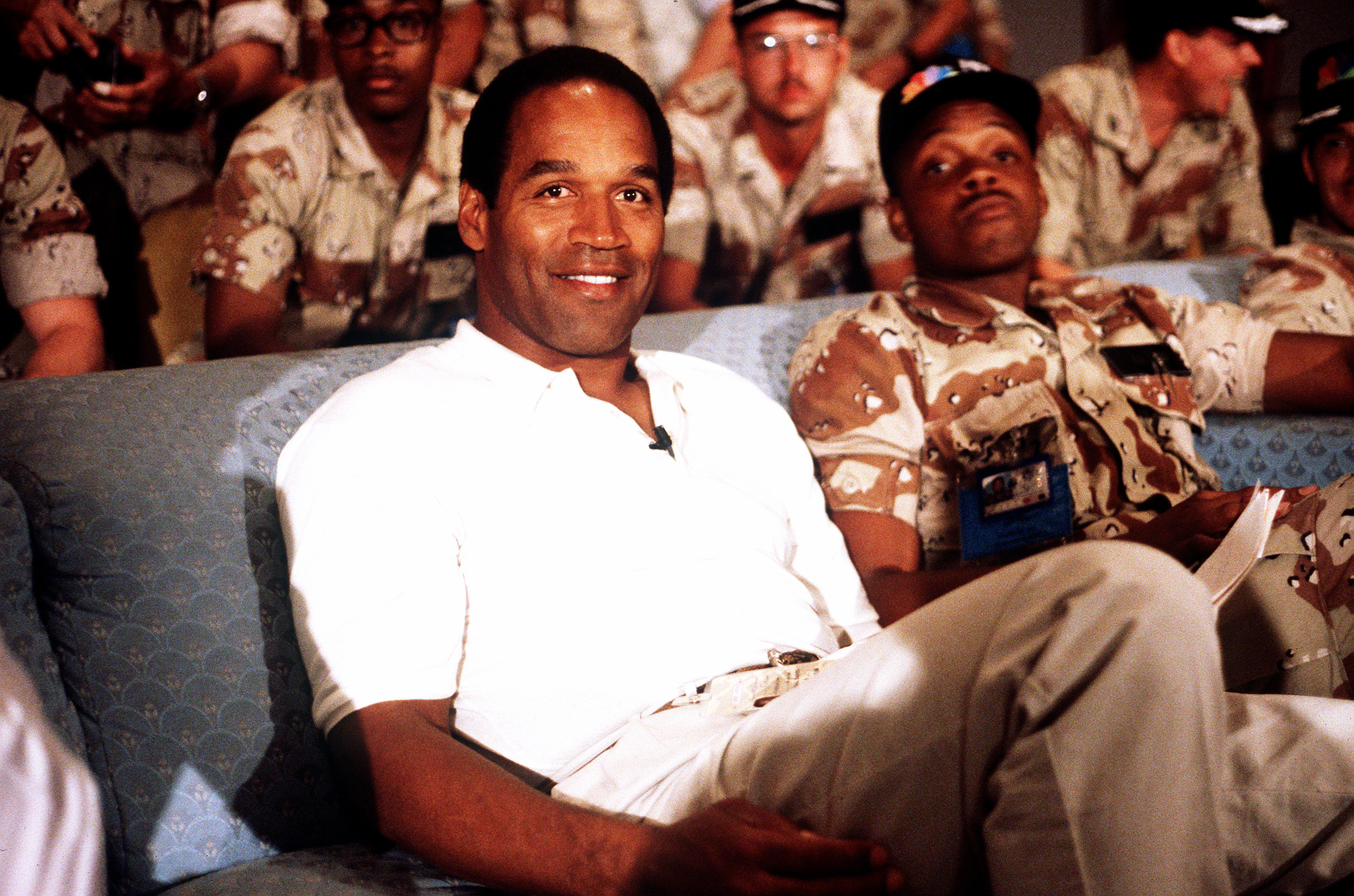
Simpson el 1990 a Aràbia Saudita durant la Guerra del Golf

Va actuar en minisèries de la televisió com Roots (1977) i en films drames com Els homes del clan (1974), The Towering Inferno (1974), The Cassandra Crossing (1976), Capricorn One (1978), i en comèdies com Back to the Beach (1987) i la trilogia The Naked Gun (1988, 1991, 1994). El 1979, va tenir ja la seva pròpia productora (Orenthal Productions) fent films com Goldie and the Boxer amb Melissa Michaelsen (1979 i 1981) i Cocaine and Blue Eyes (1983).

## Vida familiar

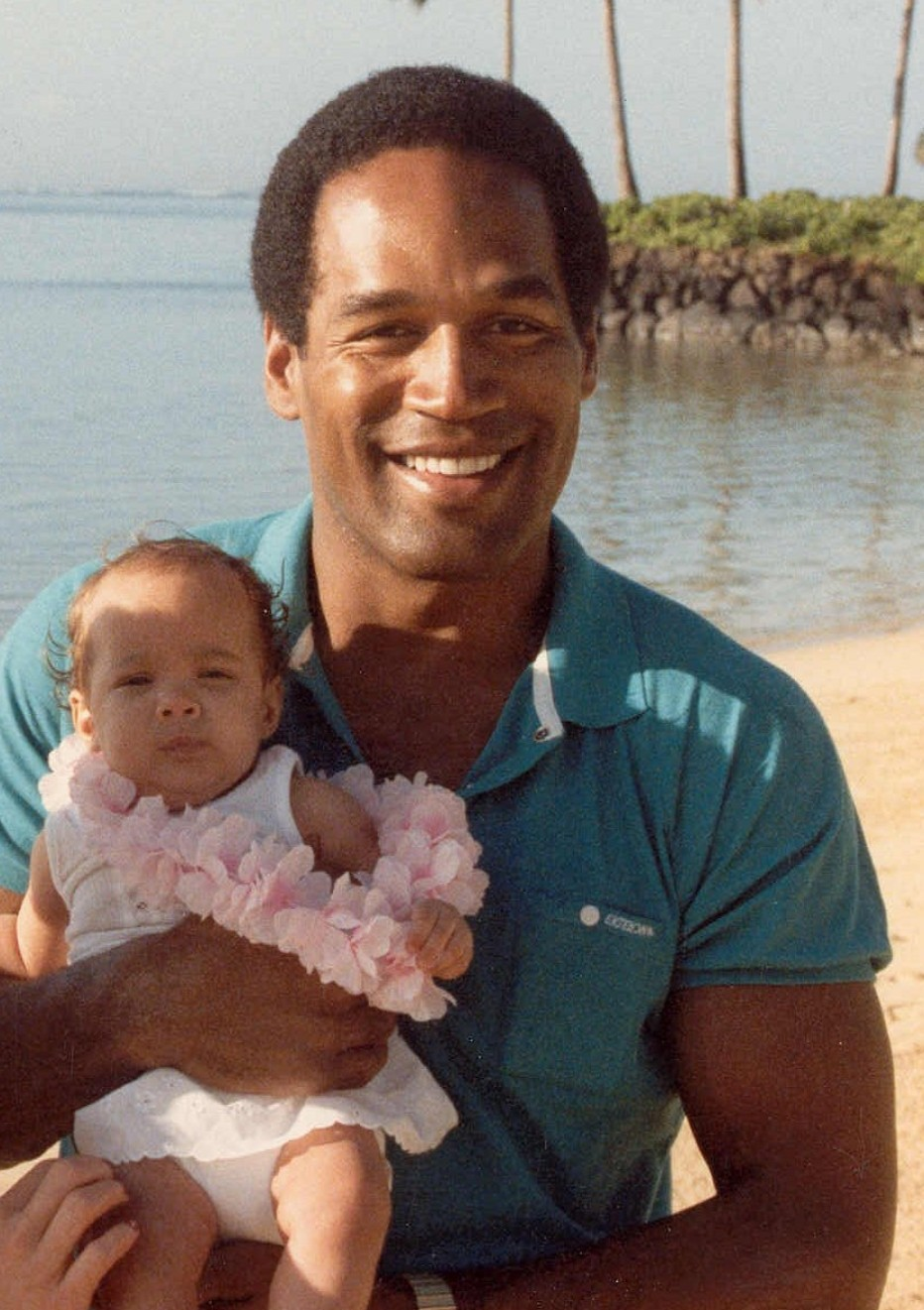
Simpson amb la seva filla, Sydney Brooke, 1986

Simpson nasqué a San Francisco. Els avis materns d'en Simpson eren de Louisiana. Simpson es va casar el 1967 amb Marguerite L. Whitley, amb la qual va tenir tres fills: Arnelle L. Simpson (1968), Jason L. Simpson (1970) i Aaren Lashone Simpson (1977), qui morí ofegat a la piscina familiar dos anys després. Simpson i Whitley es divorciaren aquell mateix any.
El 1985, Simpson es casà amb Nicole Brown, amb la qual tengueren dos fills, Sydney Brooke Simpson (1985) i Justin Ryan Simpson (1988). El 1989, Simpson va ser acusat de violència de gènere contra Nicole Brown i es van divorciar el 1992.
Nicole Brown i la seva parella Ronald Goldman foren assassinats el 12 de juny de 1994. Simpson va ser acusat de les seves morts. L'arrest i el judici van ser un dels successos amb més audiència dels Estats Units. El veredicte es va poder veure en directe per la televisió. La reacció immediata al veredicte va mostrar divisió entre les races blanca i negra. Els advocats defensors d'O. J. Simpson incloïen Johnnie Cochran, Robert Kardashian i F. Lee Bailey.

## Filmografia
| Any       | Pel·lícula                                                           | Paper                              | Notes                                |
| --------- | -------------------------------------------------------------------- | ---------------------------------- | ------------------------------------ |
| 1968      | Ironside                                                             | Onlooker – No apareix als crèdits  | Episodi – "Price Tag Death"          |
| 1968      | Dragnet 1968                                                         | Estudiant - No apareix als crèdits | Episodi- "Community Relations DR:10" |
| 1969      | Medical Center                                                       | Bru Wiley                          | Episodi"The Last 10 Yards"           |
| 1971      | Why?                                                                 | The Athlete                        | Curtmetratge                         |
| 1972      | Cade's County                                                        | Jeff Hughes                        | Episodi "Blackout"                   |
| 1973      | Here's Lucy                                                          | Ell mateix                         | Episodi "The Big Game"               |
| 1974      | Els homes del clan (The Klansman)                                    | Garth                              |                                      |
| 1974      | O. J. Simpson: Juice on the Loose                                    | Ell mateix                         | Documental de TV                     |
| 1974      | The Towering Inferno                                                 | Jernigan                           |                                      |
| 1976      | The Cassandra Crossing                                               | Haley                              |                                      |
| 1976      | Killer Force                                                         | Alexander                          |                                      |
| 1977      | A Killing Affair                                                     | Woodrow York                       | TV                                   |
| 1977      | Roots                                                                | Kadi Touray                        |                                      |
| 1978      | Capricorn u (Capricorn One)                                          | Cmdr. John Walker                  |                                      |
| 1979      | Firepower                                                            | Catlett                            |                                      |
| 1979      | Goldie and the Boxer                                                 | Joe Gallagher                      | TV (executive producer)              |
| 1980      | Detour to Terror                                                     | Lee Hayes                          | TV (executive producer)              |
| 1981      | Goldie and the Boxer Go to Hollywood                                 | Joe Gallagher                      | TV (executive producer)              |
| 1983      | Cocaine and Blue Eyes                                                | Michael Brennen                    | TV (executive producer)              |
| 1984      | Hambone and Hillie                                                   | Tucker                             |                                      |
| 1985–1991 | 1st & Ten                                                            | T.D. Parker                        | Five episodes                        |
| 1987      | Back to the Beach                                                    | Man at Airport                     | Uncredited                           |
| 1987      | Student Exchange                                                     | Soccer Coach                       | TV                                   |
| 1988      | Agafa-ho com puguis (The Naked Gun: From the Files of Police Squad!) | Detectiu Nordberg                  |                                      |
| 1989      | In the Heat of the Night                                             | Councilman Lawson Stiles           | Episodi "Walkout"                    |
| 1991      | Agafa-ho com puguis 2 1/2 (The Naked Gun 2½: The Smell of Fear)      | Detective Nordberg                 |                                      |
| 1993      | CIA Code Name: Alexa                                                 | Nick Murphy                        |                                      |
| 1993      | No Place to Hide                                                     | Allie Wheeler                      |                                      |
| 1994      | Naked Gun 33⅓: The Final Insult                                      | Detective Nordberg                 |                                      |
| 1994      | Frogmen                                                              | John 'Bullfrog' Burke              | Telefilm no aparegut                 |
| 2006      | Juiced with O. J. Simpson                                            | Himself                            | TV pay-per-view                      |